# Garant
En garant är en person eller ett företag som tar det yttersta ansvaret för att någonting fungerar.  Det innebär ofta någon form av finansiell säkerhet i samband med en affär. Jämför borgensman,  person som går i borgen för en annan person för lån eller liknande., samt löftesman, ålderdomlig term för borgensman, belagt sedan 1525.

## Historia
Ursprungligen bland annat i fråga om folkrättsliga förhandlingar (1646): "(Adolf Fredrik) blef nödsakad att, såsom Garant af Westphaliska freden, gripa till vapen."
På 1700-talet ansåg Frankrike att Sverige behövde ett nytt politiskt system. Sverige var sedan mycket länge beroende av subsidier (bidrag utifrån). Detta utnyttjade Frankrike när man stödde Gustav III:s statskupp. Omedelbart efter dennes trontillträde 1771 började den franska regeringen betala ut tidigare innehållna medel. Kungen kunde därför hävda att han var en garant för fortsatta subsidieavtal med Frankrike och samtidigt med dessa medel  köpa sig stöd inför den planerade statskuppen.
Sedan statskuppen genomförts i augusti 1772 slöts nya avtal med Frankrike. Detta stärkte Gustav III:s politiska ställning ytterligare. Ur fransk synvinkel var vinsten en stabilare och franskvänlig svensk regim som stod i tacksamhetsskuld till Frankrike.

## Garant vid nyemissioner (finans)
Fungerar som en rådgivare och kvalitetssäkrare. Garanten köper vanligtvis upp värdepapper av emittenten till ett reducerat pris och tar därigenom risken att inte kunna sälja vidare dessa till placerarna. På detta sätt säkras emissionen. För detta får garanten vanligtvis en ersättning.